# Einzugsstelle
Die Einzugsstelle ist im deutschen Sozialversicherungssystem diejenige Stelle, die die Gesamtsozialversicherungsbeiträge bei den Arbeitgebern einzieht und an die einzelnen Sozialversicherungsträger und den Gesundheitsfonds arbeitstäglich weiterleitet.
Diese Funktion wird von allen Krankenkassen, der Künstlersozialkasse und der Deutschen Rentenversicherung Knappschaft-Bahn-See als Träger der Minijob-Zentrale wahrgenommen. Im Jahr 2004 gab es in Deutschland etwa 300 Einzugsstellen, deren Anzahl bis heute durch Fusionen stetig gesunken ist.

## Aufgaben
Die Einzugsstellen ziehen aufgrund ihres gesetzlichen Auftrags die Beiträge zur gesetzliche Kranken-, gesetzliche Pflege-, gesetzliche Renten- und Arbeitslosenversicherung sowie die Umlagen für die Entgeltfortzahlung, das Mutterschaftsgeld und die Insolvenzgeldumlage bei den Arbeitgebern ein und setzen diese Ansprüche ggf. auch im Wege der Zwangsvollstreckung durch.
Neben dieser Hauptaufgabe, der die Einzugsstellen ihre Bezeichnung verdanken, obliegen ihnen weitere Aufgaben, die in unmittelbarem Zusammenhang mit dem Beitragseinzug stehen. So nehmen die Einzugsstellen von den Arbeitgebern die Meldungen zur Sozialversicherung entgegen und leiten diese an die zuständigen Sozialversicherungsträger – ebenso wie die eingezogenen Beiträge – arbeitstäglich weiter.
Den Arbeitgebern obliegt die Anmeldung der sozialversicherungspflichtigen Beschäftigungsverhältnisse sowie die Abführung der Sozialversicherungsbeiträge in zutreffender Höhe. Die Deutsche Rentenversicherung Bund überwacht – ähnlich der Steuerverwaltung – durch regelmäßige Betriebsprüfungen gemeinsam mit der Bundesagentur für Arbeit die korrekte Abführung der Beiträge. Werden bei einer derartigen Prüfung Unregelmäßigkeiten ermittelt, so erlässt sie die entsprechenden Bescheide und unterrichtet hierüber die zuständige Einzugsstelle.
Bei Zweifeln über die Versicherungspflicht und die Beitragshöhe für alle Zweige der deutschen Sozialversicherung entscheidet die Einzugsstelle. Diese Entscheidungen treffen sie in eigener Verantwortung und Zuständigkeit. Die Pflegekassen, die Rentenversicherungsträger und die Bundesagentur für Arbeit sind an diese Entscheidungen gebunden. Eine Ausnahme hiervon bilden Beschäftigungsverhältnisse geschäftsführender Gesellschafter und Beschäftigungsverhältnisse Angehöriger von Arbeitgebern (Ehegatten, Abkömmlinge): Hier trifft die Clearingstelle der DRV Bund im Rahmen des Statusfeststellungsverfahrens die verbindliche Entscheidung.
Diese Aufgaben- und Entscheidungskonzentration bei zentralen Stellen hat den Vorteil, dass die Arbeitgeber sich nur mit einem Sozialversicherungsträger, nämlich den Krankenkassen beziehungsweise der Künstlersozialkasse oder der Deutschen Rentenversicherung Knappschaft-Bahn-See, auseinandersetzen müssen. Zudem bringen die Entscheidungen der Einzugsstellen über Versicherungspflicht, Beitragspflicht und Beitragshöhe für die Arbeitgeber und die versicherten Personen Rechtssicherheit mit sich. Sie müssen nicht befürchten, dass die Entscheidungen von den anderen Versicherungsträgern nicht anerkannt oder aufgehoben werden. Das ist insbesondere wichtig, wenn der Beschäftigte arbeitslos werden sollte oder wegen dauerhafter gesundheitlicher Beschwerden möglicherweise Rentenansprüche aufgrund einer Erwerbsminderung geltend macht, denn sowohl der Grundanspruch als auch die Höhe der Sozialleistung hängt regelmäßig von der zurückgelegten Versicherungszeit und der Höhe der entrichteten Beiträge ab.
Für diese Tätigkeit erhalten die Einzugsstellen von den anderen Sozialversicherungsträgern eine Vergütung, die "Einzugskostenvergütung", die mit der sog. Monatsabrechnung der abgeführten Beiträge verrechnet wird.

## Zuständigkeit
Zuständige Einzugsstelle ist die Krankenkasse, bei der der betreffende Arbeitnehmer gesetzlich oder freiwillig versichert ist.
Besonderheiten ergeben sich bei geringfügigen Beschäftigungen – den so genannten Minijobs – und bei Personen, die privat krankenversichert sind: Für geringfügig Beschäftigte ist seit 2003 ausschließlich die Deutsche Rentenversicherung Knappschaft-Bahn-See zuständig. Bei privat krankenversicherten Arbeitnehmern bleibt in der Regel die Krankenkasse zuständig, bei der der Arbeitnehmer zuletzt versichert war. Ist diese nicht feststellbar, so hat der Arbeitgeber eine der wählbaren Krankenkasse als Einzugsstelle auszuwählen.

## Rechtsgrundlagen
Aufgaben, Befugnisse und Zuständigkeiten der Einzugsstellen sind in den §§ 28h bis 28n Viertes Buch Sozialgesetzbuch geregelt.